# 微風
『微風』(そよかぜ)は、2002年3月1日に発売したGacktのビデオ・クリップ集。発売元は日本クラウン。

## 概要
- ビデオ・クリップ集としては、『再生と終焉』以来、9か月ぶりのリリースとなる。
- 自身最大のヒットを記録した9thシングル「ANOTHER WORLD」と10thシングル「12月のLove song」のPVとメイキング映像が収録されている。

## 収録曲
1. ANOTHER WORLD Making
2. ANOTHER WORLD
3. 12月のLove song Making
4. 12月のLove song